# سی هاردینگ گوردون
سی هاردینگ گوردون (انگلیسی: C. Henry Gordon؛ ۱۷ ژوئن ۱۸۸۳ – ۳ دسامبر ۱۹۴۰) یک هنرپیشه اهل ایالات متحده آمریکا بود.
از فیلم‌ها یا برنامه‌های تلویزیونی که وی در آن نقش داشته است می‌توان به صورت زخمی، فتح، انتقام تارزان و پزشکان اشاره کرد.